# 富山市立老田小学校
富山市立老田小学校（とやましりつ おいだしょうがっこう）は富山県富山市にある公立小学校。

## 沿革
- 1873年8月8日 - 中老田に菁莪小学校創立。民家を借りて開校。校名の『菁莪』は、中国の詩経の中にある言葉で『人材を育てる』という意味である[2]。
- 1887年 - 杉ノ木（中老田）の土地に校舎が竣工。尋常科を『菁莪小学校』、簡易科を『中老田小学校』と称する[2]。
- 1889年4月1日 - 簡易科の1校となり、中老田小学校と称す[3]。
- 1892年9月10日 - 2階建ての校舎新築落成（896円96銭3厘の費用をかけて建設。1階を学校、2階を老田村役場に充てられた）[3][4]。
- 1895年4月 - 老田尋常小学校と改称[3]。
- 1909年2月 - 12月 - 現プールのところに校舎新築落成[3][5]。
- 1915年4月1日 - 高等科を併置、老田尋常高等小学校と改称[3]。
- 1927年12月22日 - 校舎増築、校地拡張[6]。
- 1938年4月 - 富山県指定の模範学校となる[6]。
- 1941年4月1日 - 老田国民学校と改称[7]。
- 1947年4月1日 - 老田小学校と改称[3]。
- 1948年2月27日 - PTA結成[8]。
- 1954年3月1日 - 老田村が呉羽町と合併し、婦負郡呉羽町老田小学校に改称。同日、現在の校歌が制定される[9]（高島高作詞、平井康三郎作曲）[10]。
- 1965年
  - 4月1日 - 呉羽町が富山市と合併し、富山市立老田小学校に改称[8]。
  - 9月16日 - 本館（鉄筋コンクリート2階建て）竣工[3]。
- 1966年
  - 5月16日 - 体育館（重量鉄骨造）竣工[3]。
  - 9月10日 - 屋外運動場（4,000m2）新設完了[3]。
  - 11月8日 - 校舎改築完了落成式[3]。
- 1971年4月28日 - 創校記念日を11月8日にすることに決定[3]。
- 1973年7月17日[11] - 創校100年を記念してプール竣工（計画は1967年から）[12]。
- 1976年9月12日 - 岩石園（菁莪の丘）造成[11]。
- 1999年 - 体育館改築[12]。
- 2011年7月 - 校舎改築工事が着工[13]。
- 2013年
  - 3月 - 北側校舎改築[13]。
  - 9月 - 外構工事完了[13]。
  - 10月13日 - 校舎改築竣工記念式典を挙行[13]。

## 通学区域
願海寺、願海寺新町、中老田、西二俣、野々上、東老田

## 進学先
- 富山市立呉羽中学校

## 周辺
- 富山県道62号富山小杉線
- 富山市立老田保育所 - 進学前保育所のひとつ
- なのはな農業協同組合（JAなのはな）
  - 南部支店
  - 老田ライスセンター
- 富山市老田公民館

## アクセス
- 呉羽いきいきバス（富山市コミュニティバス）「老田・古沢・池多ルート」で、県道62号線沿いにある学校正門まで、
  - 「モーニングいきいきバス」・「通常便」の「老田小学校」停留所から、徒歩約85m・約1分。
    - ただし、「モーニングいきいきバス」の運行は学校登校日の朝の関ヶ丘発呉羽駅行1本のみ。

  - 「三熊便」の「JA南部支店」停留所から、徒歩約190m・約3分。